# Cranium (Spiel)
Cranium ist ein kreatives Denk- und Ratespiel, in dem bis zu vier Teams aus mindestens zwei Spielern gegeneinander antreten. Sie müssen ihr Können in vier unterschiedlichen Kategorien beweisen, um als erstes Team am Ziel zu sein. Die Aufgaben stellen einige Anforderungen an Kreativität und Denkvermögen, wie auch die Kategorienamen vermuten lassen: Star-Steller, Wörter-Wurm, Kreato-Kater und Denk-O-naut (in frühen Versionen wurden noch die englischen Namen verwendet: StarPerformer, WordWorm, CreativeCat und DataHead).

## Das Spiel
Der Name des Spieles leitet sich von Cranium (lat.: Schädel) ab und soll auf das Wesen der Unterhaltung mit diesem Produkt hinweisen.

### Spielaufbau
Das Cranium-Spielfeld ist in vier verschiedenfarbige Bereiche eingeteilt. Jeder Bereich steht für eine Kategorie. Hier wird die Box mit Aufgaben/Fragen dieser Kategorie aufgestellt. Jedes Team erhält einen Schreibblock mit Bleistift, die Cranium-Knete wird neben dem Spielfeld bereitgelegt und die Sanduhr in der Mitte des Spielfeldes positioniert. Die Spielfiguren der Teams werden auf das Startfeld gestellt.

### Spielverlauf
Das Team mit dem Mitspieler, der als Nächstes Geburtstag hat, darf beginnen.
Ist ein Team an der Reihe, wird ihm eine Frage aus der Kategorie gestellt, auf der die Spielfigur momentan steht. Eine mögliche Aufgabe im Bereich StarSteller wäre zum Beispiel, pantomimisch die Redensart „Aus einer Mücke einen Elefanten machen“ darzustellen. Ein Spieler der Gruppe muss dann versuchen, diese Redensart den anderen Mitspielern in seinem Team zu erklären.
Schaffen sie es, den Begriff innerhalb der von der Sanduhr begrenzten Zeit zu erraten, so kann das Team jetzt würfeln und seine Spielfigur auf das nächstfolgende Feld mit der gewürfelten Farbe stellen. Danach kommt das nächste Team an die Reihe.

#### Cranium-Felder
Auf dem Spielplan gibt es vier normale Cranium-Felder, die mit violetten Gehirnen gekennzeichnet sind. An diesen Feldern muss die Spielfigur auf jeden Fall anhalten, auch wenn sie von dem gewürfelten Wert her noch weiter vorrücken dürfte. Auf den Cranium-Feldern kann das Team wählen, aus welchem Bereich es eine Frage beantworten möchte. Beantwortet es die erste Frage richtig, kann es auf der kürzeren Innenbahn weiter ziehen. Sollte es die Frage nicht beantworten können, hat es in der nächsten Runde eine weitere Chance, muss aber die längere Außenbahn nehmen.
Das Finale des Spiels bildet das Cranium-Zentralfeld. Wenn ein Team das Zentralfeld betritt, stellt man den Spielstein auf die gewürfelte Kategorie. Jetzt muss das Team aus jedem Aufgabenbereich eine Aufgabe lösen. Sobald das geschafft ist, wartet im Cranium-Zentralfeld in der Mitte des Spielfeldes eine Aufgabe aus einer von den anderen Teams gewählten Kategorie.

#### Club Cranium
Auf einigen Aufgaben-Karten befindet sich ein Club-Cranium Symbol. Dieses Symbol bedeutet, dass diese Frage von allen Teams gleichzeitig gespielt wird. Das Team, das als erstes die Lösung hat, erhält einen Bonuszug. Danach darf das Team, das eigentlich an der Reihe war, eine neue Karte ziehen.

### Siegbedingungen
Das Team, welches als erstes auf dem Cranium-Zentralfeld die von den anderen gestellte Aufgabe meistern kann, gewinnt das Spiel.